# أولاد مومنة
أولاد مومنة هي قرية أمازيغية جبلية مغربية وسط المملكة. تنتمي أولاد مومنة لإقليم شيشاوة. تضم هذه القرية 7.137 نسمة (إحصاء 2004).